# قرامانیان
قَرامانیان (به ترکی استانبولی: Karamanoğulları یا Karamanoğulları Beyliği) یکی از ملوک‌الطوائف ترکمن در آسیای کوچک بودند که از سدهٔ سیزدهم میلادی تا ۱۴۸۷ که برافتادند و حاکمیتی مستقل داشتند. همچنین به عنوان امارت قارامان و بیلیک قارامان، که در مرکز آناتولی جنوبی-مرکزی در حوالی استان قارامان امروزی بود. سلسله قارامانیان یکی از قدرتمندترین بیلیک ها در آناتولی بوده است. 

## معماری قرمان
معماری قارامانی ۶۶ مسجد، ۸ حمام، ۲ کاروانسرا و ۳ مدرس ساخته شده توسط قارامانیان تا به امروز باقی مانده است. نمونه های بارز معماری قارامانی عبارتند از: مدرسه هاسبی (۱۲۴۱) مسجد شرافتین (قرن سیزدهم)  مدرسه هاتونیه (قارامان) مسجد و مقبره مولانا در قونیه در قرمان مسجد ابراهیم بیگ (امارت) در قرمان

## تاریخ
قارامانیان اصل و نسب خود را از حجه سعدالدین و پسرش نوره صوفی‌بیگ که به دلیل حمله مغول در سال ۱۲۳۰ از اران – که تقریباً جمهوری آذربایجان امروزی را در بر می‌گیرد – به سیواس کوچیدند.
قرامانیان از اعضای قبیله سالور ترکان اوغوز بودند. به گفته محسن یازیجی‌اوغلو و دیگران، آنها از اعضای قبیله افشار بودند  که در شورش به رهبری بابا اسحاق شرکت کردند و پس از آن به کوه‌های توروس غربی در نزدیکی شهر لارنده رفتند و در آنجا به ساجوقیان خدمت کردند. نوره صوفی در آنجا به عنوان هیزم‌شکن کار می‌کرد. پسرش، کریم‌الدین قرامان بیگ، در سدهٔ سیزدهم حاکمیت ضعیفی بر مناطق کوهستانی کیلیکیه به دست آورد. با این حال، یک افسانه نامدار اما ساختگی ادعا می‌کند که سلطان سلجوقی روم، کیقباد اول، در عوض یک سلسله قرامانی را در این سرزمین‌ها برپا کرد. 
قارامان بیگ با تصرف قلعه هایی در ارمنک , موت, ارگلی , گولنار و سیلیفکه قلمروهای خود را گسترش داد . سال فتوحات ۱۲۲۵ گزارش شده است،  در زمان سلطنت علاالدین کیکوباد اول (۱۲۳۷-۱۲۲۰)، که بسیار زود به نظر می رسد. فتوحات قارامان بیگ عمدتاً به هزینه پادشاهی ارمنستان کوچک (و شاید به هزینه رکن الدین کلیج ارسلان چهارم ، ۱۲۶۵-۱۲۴۸) انجام شد. در هر صورت مسلم است که او با پادشاهی ارمنستان کوچک جنگید (و احتمالاً در این مبارزه جان باخت) تا جایی که شاه هتوم اول(۱۲۶۹-۱۲۲۶) مجبور شد داوطلبانه خود را تحت حاکمیت خان بزرگ قرار دهد تا از پادشاهی خود در برابر ممالیک و سلجوقی محافظت کند (۱۲۴۴).
رقابت بین کلیج ارسلان چهارم و عزالدین کایکاوس دوم به قبایل مناطق مرزی اجازه داد تا عملاً مستقل زندگی کنند. قرامان بیگ به کیکوس کمک کرد، اما ارسلان از حمایت مغولان و پروانه سلیمان معین الدین (که قدرت واقعی در سلطنت را داشت) برخوردار بود.
فرماندار مغولستان و ژنرال بایجو در سال ۱۲۵۶ از سمت خود برکنار شد زیرا نتوانست سرزمین های جدیدی را فتح کند، اما به عنوان ژنرال به خدمت خود ادامه داد و در همان سال ظاهر شد و با سلطان روم که مالیات پرداخت نکرده بود مبارزه کرد. او توانست برای بار دوم سلطان را شکست دهد. رکن الدین کلیج ارسلان چهارم تقریباً از شر همه گداها و امیران متخاصم خلاص شد ، به جز قارامان بی، که شهر لارنده ( قارامان کنونی ، به افتخار سلسله) و ارمنک (حدود ۱۲۶۰) را به او داد تا او را به دست آورد. به سمت او در این میان، بونسوز، برادر قارامان بیگ، به عنوان کاندار یا محافظ برای کیلیج ارسلان چهارم انتخاب شد.. قدرت آنها در نتیجه اتحاد قبایل ترک که در مناطق کوهستانی کیلیکیه زندگی می کردند با جمعیت ترک جدید منتقل شده توسط کیقباد به آنجا افزایش یافت.
روابط خوب سلجوقیان روم با قرامانیان دوام نیاورد. در سال ۱۲۶۱ به بهانه حمایت از کایکاوس دوم که در اثر دسیسه های معین الدین سلیمان صدراعظم به قسطنطنیه گریخته بود، پروانه ها ، قرامان بیگ و دو برادرش، زینول الحک و بونسوز، لشکرکشی کردند. به سمت قونیه ، پایتخت سلجوقیان روم ، با ۲۰،۰۰۰ مرد. لشکر ترکیبی سلجوقیان روم و ایلخانیان به رهبری پروانه ها، سپاه قرامانیان را شکست دادند و دو برادر قرامان بیگ را اسیر کردند.
پس از مرگ قرامان بیگ در سال ۱۲۶۲، پسر بزرگترش، مهمت اول قارامان ، رئیس خاندان شد. او بلافاصله با سایر طوایف ترکمن برای تشکیل ارتش علیه سلجوقیان روم و ایلخانیان مذاکره کرد . در جریان شورش هاتیروغلو شمس الدین بیگ در سال ۱۲۶۷ علیه سلطه مغول در آناتولی، قارامانیان چندین سپاه مغول-سلجوقی را نیز شکست دادند. به ویژه در نبرد گوکسو در سال ۱۲۷۷، به قدرت مرکزی سلجوقیان روم ضربه سختی وارد شد. محمد بیگ با استفاده از سردرگمی عمومی، در ۱۲ مه قونیه را تصرف کرد و مدعی به نام جیمری را که ادعا می کرد پسر کیکاوس است بر تخت سلطنت نشاند.. اما سرانجام محمد از قوای سلجوقی روم و ایلخانیان شکست خورد و در سال ۱۲۷۸ به همراه تعدادی از برادرانش اعدام شد.

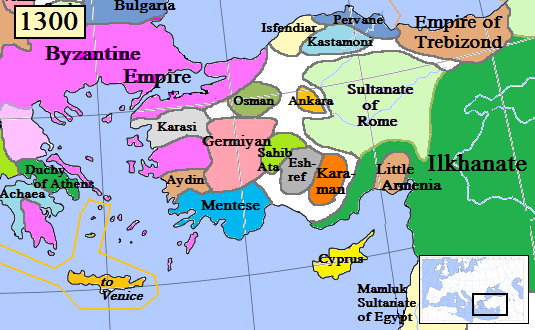
بیلیک قرامان (نارنجی) در سال ۱۳۰۰

با وجود این ضربات، قرامانیان به افزایش قدرت و نفوذ خود ادامه دادند، که عمدتاً توسط ممالیک مصر ، به ویژه در زمان سلطنت بایبارز ، کمک می شد . در اوایل قرن چهاردهم میلادی، قارامانیان قونیه را در دو نوبت دیگر تصرف کردند، اما بار اول توسط امیر چوپان ، فرماندار ایلخانی آناتولی، و بار دوم توسط پسر و جانشین چوپان، تیمورتاش ، بیرون رانده شدند . پس از سقوط ایلخانیان، قدرت قارامان اوغلو گسترش یافت. [ چه زمانی؟ ] توسعه دوم با ازدواج قارامان اوغلو علاالدین علی بیگ با نفیسه هاتون همزمان شد.، دختر مورات اول ، سلطان عثمانی ، اولین تماس مهم بین دو سلسله است .
با گسترش قدرت عثمانی به بالکان ، علاءالدین علی بیگ شهر بی‌شهیر را که شهری عثمانی بود، تصرف کرد. با این حال، واکنش عثمانی ها و لشکرکشی به قونیه، پایتخت قارامان اوغلو، زمان زیادی نگرفت . قراردادی بین دو پادشاهی منعقد شد و صلح تا زمان سلطنت بایزید اول برقرار بود.
تیمور کنترل سرزمین قرامانیان را به مهمت بیگ، پسر ارشد علاءالدین علی بیگ سپرد. پس از مرگ بایزید اول در سال ۱۴۰۳، امپراتوری عثمانی وارد یک بحران سیاسی شد زیرا خانواده عثمانی طعمه نزاع های داخلی شدند. این فرصتی نه تنها برای قارامانیان بلکه برای همه ملوک‌الطوائف ترکمن در آسیای کوچک بود . مهمت بیگ لشکری برای لشکرکشی به بورسا جمع کرد. او شهر را تصرف کرد و به آن آسیب رساند. این آخرین تهاجم قارامانیان به سرزمین های عثمانی نخواهد بود. اما مهمت بیگ توسط بایزید پاشا دستگیر و روانه زندان شد. از کاری که کرده بود عذرخواهی کرد و از سوی حاکم عثمانی مورد بخشش قرار گرفت.
رمضان اوغلو علی بیگ طرسوس را در زمانی که مهمت بیگ در زندان بود تصرف کرد. مصطفی بیگ پسر مهمت بیگ در جریان درگیری بین امیران شام و مصر شهر را پس گرفت. پس از آن، سیف الدین اینال سلطان مصر لشکری برای بازپس گیری طرسوس از قرامانیان فرستاد. ممالیک مصر پس از شکست دادن قرامانیان به قونیه آسیب رساندند و مهمت بیگ از قونیه عقب نشینی کرد . رمضان اوغلو علی بیگ او را تعقیب و اسیر کرد. بر اساس توافق بین دو رهبر، مهمت بیگ تا پایان عمر به مصر تبعید شد.
در طول جنگ صلیبی وارنا علیه عثمانی‌ها در سال‌های ۱۴۴۴–۱۴۴۳، ابراهیم بیگ کرمانی به آنکارا و کوتاهیا لشکر کشید و هر دو شهر را ویران کرد. در این میان، مراد دوم سلطان عثمانی با پیروزی بر مجارستان از روملیه باز می گشت.جنگجویان صلیبی مانند سایر امارت‌های اسلامی در آناتولی، قارامانیان به خیانت متهم شدند. از این رو، ابراهیم بیگ تمام شروط عثمانی را پذیرفت. دولت کارامانی سرانجام در سال ۱۴۸۷ توسط عثمانی ها پایان یافت، زیرا قدرت متحدان ممالوک آنها رو به افول بود. برای اینکه هرگز دوباره جمع نشوند و تمامیت امپراتوری را تهدید کنند، بخش بزرگی از مردم را کشتند و کل جمعیت را تا آخرین نفر آواره کردند. برخی در مناطق مختلف آناتولی اسکان داده شدند. گروه های بزرگی در شمالغربی ایران در خاک آذربایجان کنونی اسکان داده شدند . بخش اصلی به سرزمین‌های تازه فتح شده در شمال شرقی بلغارستان - منطقه لودوگوریه ، گروهی دیگر - به مناطق شمالی یونان و بلغارستان جنوبی - کارجالی امروزی آورده شد.منطقه و مقدونیه . عثمانیان  ایالت قرامان را از قلمروهای سابق قرامانیان تأسیس کردند.
از آثار دوره قرامانی تعداد ۶۶ مسجد، ۸ حمام ترکی، ۲ کاروانسرا و سه مدرسه برجای مانده‌است.